# Boyce Avenue
Boyce Avenue är ett amerikanskt coverband som också gör egna låtar. Medlemmar är bröderna Alejandro Manzano, Fabian Manzano och Daniel Manzano. 
Bandet är ledande inom akustiska covers på den populära video-communityn "YouTube", med ungefär 10 miljoner prenumeranter och ca 3,4 miljarder visningar.[källa behövs]

## Medlemmar
Nuvarande medlemmar
- Alejandro Luis Manzano – sång, gitarr, piano
- Fabian Rafael Manzano – gitarr, bakgrundssång, keyboard
- Daniel Enrique Manzano – slagverk, basgitarr, bakgrundssång, violin

Turnerande musiker
- Jason Burrows – trummor, slagverk (nuvarande)
- Stephen Hatker - trummor, slagverk (tidigare)

## Diskografi
Studioalbum
- 2009 – All You’re Meant to Be
- 2010 – All We Have Left

EP
- 2008 – Acoustic Sessions, Volume 1
- 2008 – Acoustic Sessions, Volume 2
- 2009 – Acoustic Sessions, Volume 3
- 2009 – Acoustic Sessions, Volume 4
- 2009 – Influential Sessions
- 2010 – New Acoustic Sessions, Volume 1
- 2010 – Cover Collaborations, Volume 1
- 2011 – New Acoustic Sessions, Volume 2
- 2011 – Cover Collaborations, Volume 2
- 2012 – New Acoustic Sessions, Volume 3
- 2012 – New Acoustic Sessions, Volume 4
- 2013 – New Acoustic Sessions, Volume 5
- 2014 – Cover Collaborations, Volume 3
- 2014 – Cover Sessions, Volume 1
- 2014 – No Limits

Singlar
- 2010 – "Every Breath"
- 2012 – "Find Me"
- 2013 – "Your Biggest Fan"
- 2013 – "One Life"
- 2014 – "I'll Be The One" (med Milkman)
- 2014 – "I Had To Try"
- 2014 – "Speed Limit"
- 2014 – "Scars"